# C.J. Blak
Christen Jensen Blak (født 28. maj 1812 i Stokkemarke ved Maribo, død 24. februar 1892 i Tjernemarke i Stokkemarke Sogn) var en dansk arvefæster og politiker.
Blak var søn af gårdfæster Jens Rasmussen Blak. Han var arvefæster i Tjernemarke i Stokkemarke Sogn fra 1833. Blak var medlem af sognets sogneforstanderskab 1842-1850 og 1871-1876, og var suppleant i Maribo Amtsråd 1852-1854. Han blev blind i sine sidste leveår, men var alligevel aktiv i det offentlige liv og dikterede bladartikler.
Blak var medlem af Den Grundlovgivende Rigsforsamling valgt i Maribo Amts 2. distrikt (Jullinge) og medlem af Folketinget valgt i Maribo Amts 2. valgkreds (Maribokredsen) fra 7. juni 1864 til 4. juni 1866. Han stillede også op til Folketinget ved valgene i 1852 og juni og oktober 1866 uden at blive valgt.